# Медляк песчаный
Медляк песчаный (лат. Opatrum sabulosum) — вид жесткокрылых семейства чернотелок.

## Описание
Жуки чёрные матовые длиной тела от 6,5 до 10 мм. Ширина переднеспинки почти в два раза больше длины. Личинка жёлто-коричневая или тёмно-бурая до 17 мм, имеет сходство с проволочником из-за чего их называют Ложнопроволочник.

## Биология
Продолжительность жизни имаго 2—3 года. Зимуют жуки. Спаривание в апреле. В начале мая самка откладывает яйца в почву на глубину до нескольких сантиметров. В каждой кладке может быть 10 штук. За сезон самка откладывает около 100 яиц. Личинка развивается около 40 дней. Стадия куколки длится 6—8 дней. Паразитами Opatrum sabulosum являются тахина Stomatomyia acuminata и грегарина Stylocephalus oblongatus.

## Распространение
Встречается в Европе, на Кавказе, южной Сибири, Казахстане и горной части Средней Азии.

## Хозяйственное значение
Опасный вредитель культурных растений.